# بوب موندين
بوب موندين(بالإنجليزية: Bob Munden)‏، هو مطلق نار أمريكي ولد في مدينة كانساس سيتي بولاية ميسوري بالولايات المتحدة، وبدأ حياته المهنية في سن الحادية عشرة في غرب ولاية كاليفورنيا. وله شهرة عالمية مع المسدسات والبنادق ولكن هو الأكثر شهرة لتسجيله 18 رقم قياسي في اطلاق النار السريع والحصول على لقب «أسرع رجل حي باستخدامه البندقية» بحسب موسوعة غينيس العالمية لعام 1980 

## وفاته
وفقا لزوجته بيكي، بدأ بوب يعاني من آلام في الصدر أثناء قيادة المنزل إلى بوتي من مستشفى في ميسولا بعد تلقي العلاج لجلطة قلبية خفيفة. على بعد أميال من المستشفى، أخبر زوجته بالحفاظ على القيادة قبل الوفاة بعد فترة وجيزة.

## وصلات خارجية
- Official Bob Munden Fan Page
- Bob Munden Website. Also home to Munden Enterprises and Munden's Six-Gun Magic by Jeff Ault
- Official Bob Munden YouTube Channel
- 1987 Guns Magazine Feature on Bob Munden
- Fastest Man with the Golden Guns: NRA National Firearms Museum على يوتيوب
- Bob Munden Fastest Gunslinger ever Unbelievable على يوتيوب
- Bob Munden on "Stan Lee's Superhumans"
- Bob Munden appears with other fine exhibition shooters on "Shooting USA's Impossible Shots" on the Outdoor Channel Wednesdays